# Thil-sur-Arroux
Thil-sur-Arroux este o comună în departamentul Saône-et-Loire, Franța. În 2009 avea o populație de 151 de locuitori.
Geografie
Comuna se află la aproximativ 20 de kilometri sud-vest de orașul Autun, în Parcul Natural Regional Morvan. Râul Arroux marchează limita estică a localității. Altitudinea variază între 261 și 472 de metri, iar suprafața totală este de 13,44 km². 
Urbanism
Thil-sur-Arroux este clasificată ca o comună rurală cu habitat foarte dispersat, fără a fi integrată într-o unitate urbană sau într-o zonă de atracție a unui oraș. În 2018, terenurile agricole reprezentau 90% din suprafața totală, în timp ce pădurile ocupau 9,4%. 
Patrimoniu și atracții
- Biserica Nativité-de-la-Sainte-Vierge: Reconstruită în jurul anului 1850, biserica adăpostește două sculpturi datând din secolele XV și XVI. [6]
- Castelul Thil-sur-Arroux: Construit în 1880, castelul găzduiește o statuie a Fecioarei cu Pruncul din secolul al XV-lea, asociată cu o fântână venerată local. [7]
- Castelul Souve și Castelul Chevigny: Alte două castele situate pe teritoriul comunei. [8]
- Moulin Condamné: Un fost moară de făină, cunoscută sub numele de "Moara condamnată". [9]
- Calvarii: Mai multe cruci și calvarii datând din secolul al XIX-lea pot fi întâlnite în comună, inclusiv în cimitir și în cătunul Chevigny. [10]

Activități și turism
Comuna oferă oportunități pentru drumeții și activități în natură, datorită amplasării sale în Parcul Natural Regional Morvan. Un traseu popular este "Thil-sur-Arroux - Dône", considerat moderat ca dificultate și având o durată medie de 2 ore și 43 de minute. 
Pentru cazare, "Aire Naturelle de Thil-sur-Arroux" oferă 8 locuri de campare într-un cadru plăcut, la 300 de metri de un lac unde se pot practica pescuitul și înotul. În apropiere se află și un restaurant. 

## Evoluția populației
| An        | 1975 | 1982 | 1990 | 1999 | 2006 | 2009 |
| --------- | ---- | ---- | ---- | ---- | ---- | ---- |
| Populație | 180  | 173  | 142  | 142  | 144  | 151  |